# Machiloides
Machiloides es una género de insectos de la familia Meinertellidae. Existen por lo menos dos especies descriptas en  Machiloides.

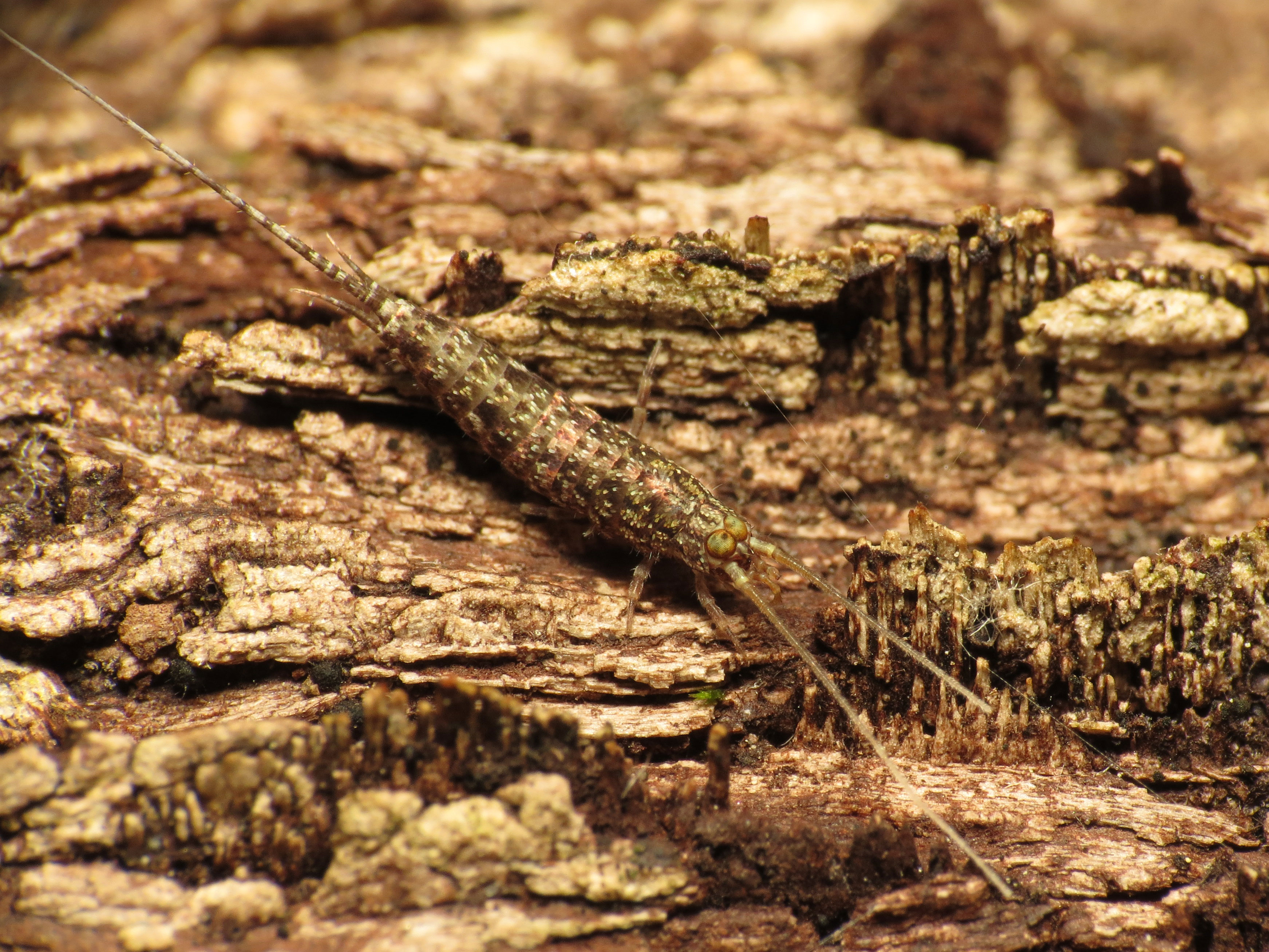
Machiloides banksi

## Especies
- Machiloides banksi Silvestri, 1911
- Machiloides petauristes Wygodzinsky and Schmidt, 1980